# Remembering Never
Remembering Never ist eine US-amerikanische Band, die in den späten 1990er Jahren in Fort Lauderdale, Florida (USA) gegründet wurde und deren Musikstil dem vom Hardcore Punk beeinflussten Metalcore zugeordnet werden kann.

## Geschichte
Nach der Gründung und einigen lokalen Auftritten veröffentlichte die Band 2001 ihre erste EP Suffocates My Words to You bei dem Label One Day Savior Recordings. Ein Jahr später, nachdem der Produzent Carl Severson auf die Band aufmerksam geworden war, erschien das Debütalbum She Looks So Good in Red unter Ferret Records. Es folgten Tourneen mit On Broken Wings, Evergreen Terrace, Between the Buried and Me, Alexisonfire und Every Time I Die.
Das zweite Album mit dem Titel Women and Children Die First (Ferret Records) erschien 2004 und wies deutlich ernsthaftere Texte als der Vorgänger auf. Daraufhin spielte die Band mehrere Tourneen, unter anderem auch als Co-Headliner einer von PETA gesponserten Tour mit Most Precious Blood.
Im Herbst 2005 ging die Band erneut ins Studio, um das dritte Album mit dem Titel God Save Us aufzunehmen, welches am 21. Februar 2006 ebenfalls bei Ferret Records veröffentlicht wurde. Textlich werden sowohl persönliche als auch gesellschaftskritische Themen behandelt.

## Diskografie

### EPs
- 2001: Suffocates My Words to You (One Day Saviour Recordings)

### Alben
- 2002: She Looks So Good in Red (Ferret Records)
- 2004: Women and Children Die First (Ferret Records)
- 2006: God Save Us (Ferret Records)
- 2013: This Hell Is Home (Dead Truth Records)